# فاولیا
فاولیا (به ایتالیایی: Fauglia) یک کومونه در ایتالیا است که در استان پیزا واقع شده‌است.

## خصوصیات
فاولیا ۴۲٫۴ کیلومترمربع مساحت و ۳٬۲۹۸ نفر جمعیت دارد و ۹۱ متر بالاتر از سطح دریا واقع شده‌است.